# Повстання близнюків
Повстання близнюків (Alien Rising — Gemini Rising) американський науково-фантастичний бойовик 2013 року, знятий Тімом Андерсоном і режисеркою Даною Шредер.

## Про фільм
2023 року на орбіті Нептуна знайдено непізнаний космічний корабель і розпочали розслідування.
Меткий колишній агент внутрішньої безпеки та експерт з бойових мистецтв змушений переїхати на віддалений острів, щоб допомогти військовим розкрити секрети позаземної технології. Події розгортаються несподівано.

## Знімались
| Актор          | Роль                      |
| -------------- | ------------------------- |
| Ленс Генріксен | Стефен Ценцула            |
| Емі Гетевей    | Ліза Морган               |
| Джон Севедж    | Маннінг                   |
| Браян Краузе   | Пламмер                   |
| Дейв Вескіо    | Бейнбрідж                 |
| Арт Еванс      | Табор                     |
| Кортні Палм    | жінка в коматозному стані |